# Huang Ji
Huang Ji (xinès simplificat: 黄济; xinès tradicional: 黃濟; pinyin: Huáng Jì) fou un pintor xinès que va viure sota la dinastia Ming.
Les dates del seu naixement i de la seva mort no es coneixen amb exactitud. Era originari de Minhou, província de Fujian. Va ser un pintor de la cort imperial i va destacar com a retratista amb un estil molt personal. De les seves obres que es conserven cal mencionar Esmolant l'espasa que està relacionada amb el taoïsme.